# Hogna permunda
Hogna permunda är en spindelart som först beskrevs av Chamberlin 1904.  Hogna permunda ingår i släktet Hogna och familjen vargspindlar. Inga underarter finns listade i Catalogue of Life.